# Емил Тонев
Емил Симеонов Тонев е български офицер, генерал-майор.

## Биография
Роден е на 2 септември 1970 г. в Хасково. През 1993 г. завършва Военния факултет на Националната спортна академия с магистърска степен. Майстор на спорта по кикбокс. През 1995 г. постъпва на работа в системата на МВР. В продължение на три години е асистент във Висшия институт за подготовка на офицери и научноизследователска дейност (ВИПОНД-МВР). В периода 1997 – 1999 г. работи в Бюрото за оперативно издирване (БОИ-МВР), а от 1999 г. до 2004 г. – в Дирекция „Национална служба сигурност“ (ДНСС-МВР), където заема оперативни длъжности. През 2000 г. завършва едногодишен курс за първоначална подготовка на офицери по национална сигурност в Академията на МВР, а през 2003 г. – двумесечен курс в Международна правоохранителна академия (ILEA) в Будапеща, Унгария. През 2004 г. е назначен на кадрова военна служба в НСО, като последователно заема длъжностите инспектор, старши инспектор, главен инспектор, началник на сектор и началник на отдел. През 2007 г. завършва курс „Дипломатическа сигурност“, „Лична и постова охрана“ в ILEA, Будапеща, Унгария; през 2012 г. – курс „Охрана на високопоставени личности“ в Дирекция за международно сътрудничество на френската полиция в Ойсел, Франция, а през 2014 г. – курс „Дипломатическа сигурност“, „Разкриване на враждебно наблюдение“ в Атина, Гърция. На 13 юли 2016 г. е назначен за заместник-началник на Националната служба за охрана (НСО). През 2018 г. завършва стратегически курс с квалификация „Изпълнение на ръководни длъжности в системата за национална сигурност и отбрана“ във Военната академия „Георги Ст. Раковски“.
От 31 юли 2020 г. временно изпълнява длъжността началник на НСО. На 21 август 2020 г. е назначен за началник на НСО и удостоен с висше военно звание бригаден генерал. На 27 август 2024 г. е удостоен с висше офицерско звание „генерал-майор“.

## Военни звания
- Капитан (2004)
- Майор (2007)
- Подполковник (2012)
- Полковник (2016)
- Бригаден генерал (21 август 2020)
- Генерал-майор (27 август 2024)